# Высший суд округа Сакраменто
Высший суд Калифорнии, округ Сакраменто, Высший суд округа Сакраменто (англ. Sacramento County Superior Court) — высший суд Калифорнии (США), расположенный в Сакраменто и имеющий юрисдикцию над округом Сакраменто.

## Здания судов

### Здание суда Гордона Д. Шабера
Здание суда Гордона Д. Шабера в центре города является главным зданием суда. Помимо основных залов судебных заседаний, в здании суда находятся административные офисы суда (в том числе председательствующего судьи), а также вспомогательные службы судебной системы, занимающиеся рассмотрением гражданских и уголовных дел. Здание суда Гордона Д. Шабера расположено по адресу 720 9th Street.

### Другие здания суда
| Здание                                              | Функции |
| --------------------------------------------------- | --- |
| Суд по семейным отношениям имени Уильяма Р. Риджуэя | Семейное право, в том числе дела, связанные с несовершеннолетними, и дела о завещании.                                 |
| Центр правосудия имени Кэрол Миллер                 | Рассмотрение мелких исков, дел, связанных с дорожным движением, вождением в нетрезвом виде и незаконными задержаниями. |
| Зал правосудия                                      | Гражданское право, ходатайства и конференции по гражданскому урегулированию.                                           |
| Ювенальный суд                                      | Дела о правонарушениях несовершеннолетних.                                                                             |
| Зал правосудия имени Лоренцо Патиньо                | Уголовные дела |

## Администрация
В соответствии с параграфом 68070 Правительственного кодекса Калифорнии и параграфом 10.613 Правил судопроизводства Судебного совета Калифорнии, Высший суд округа Сакраменто использует местные правила для своего управления и менеджмента своих должностных лиц.

## Должностные лица
В суде работают несколько должностных лиц, включая судей, присяжных, уполномоченных, прокуроров, адвокатов защиты, секретарей, судебных исполнителей и судебных репортёров.

### Судьи
По состоянию на конец мая 2022 года судьями являлись:
- Джордж А. Асеро
- Стивен Акисто
- Джеймс П. Аргуэльес[англ.]
- Бунми О. Авоний
- Тадд А. Близзард
- Тами Р. Богерт
- Дэвид В. Бонилла
- Джерилин Л. Борак
- Стейси Булвар Эури
- Лоуренс Г. Браун
- Дэниел Дж. Калабретта
- Андре Кэмпбелл
- Шеллиэнн Вай Линг Чанг
- Дональд Дж. Карриер
- Дина М. Коггинс
- Лаури А. Дамрелл
- Карлтон Г. Дэвис
- Дэвид Ф. Де Альба
- Джогиндер С. Дхиллон
- Кертис М. Фиорини
- Бенджамин Д. Гэллоуэй
- Мэтью Дж. Гэри
- Стивен М. Геверсер
- Мэриэнн Г. Джиллиард
- Джеффри А. Гудман
- Хелена Р. Гвеон
- Джонатан Р. Хейс
- Рассел Л. Хом
- Августин Р. Хименес
- Майкл П. Кенни
- Кристофер Э. Крюгер
- Р. Стивен Лэпхэм
- Алисон Л. Льюис
- Кристина Б. Линдквист
- Дебора Д. Лобре
- Шэрон А. Луэрас
- Патрик Марлетт
- Кевин Дж. МакКормик
- Джеймс Э. Макфетридж
- Кеннет К. Меннемайер
- Шама Х. Месивала
- Джеймс М. Мизе
- Энди Мудрик
- Делберт В. Орос
- Александр Дж. Пал
- Дженнифер К. Роквелл
- Майкл А. Сэвидж
- Эрнест В. Сотелл
- Пол Л. Сив
- Питер К. Саутворт
- Ричард К. Суэйоши
- Аллен Х. Самнер
- Майкл В. Свит
- Джилл Х. Тэлли
- Скотт Л. Тедмон
- Кара К. Уэда
- Лорел Д. Уайт
- Стив Уайт[англ.]
- Элисон Уильямс
- Джон П. Винн
- Геррит В. Вуд
- Джули Г. Яп

### Комиссары
Комиссар — это нижестоящее судебное должностное лицо, избираемое судьями суда и наделённое полномочиями рассматривать и принимать решения по определённым видам юридических вопросов, аналогично мировому судье в США. В их юрисдикцию входят, в частности, вопросы дорожного движения, семейное право и дела несовершеннолетних, уголовные проступки и уголовные дела о тяжких преступлениях на стадии предварительного слушания.
В Высшем суде округа Сакраменто работают 8 уполномоченных и 1 судья:
- Кеннет Н. Броди — рассмотрение уголовных дел (фелонии и мисдиминоры);
- Алин Цинтеан — уголовные дела по мисдиминорам (преступлениям небольшой тяжести);
- Скотт П. Харман — семейное право/содержание детей;
- Питер С. Хелфер — дорожное движение;
- Гэри Линк — дорожное движение;
- Кимберли Э. Паркер — семейное право/бытовое насилие;
- Филлип Ф. Стэнджер — уголовные правонарушения;
- Мирлис Стокдейл-Колман — семейное право;
- Рефери Марлин Э. Кларк — по делам несовершеннолетних иждивенцев.

### Прокуроры
Окружной прокурор округа Сакраменто, по состоянию на конец мая 2022 — Энн Мари Шуберт, ведёт судебное преследование преступлений от имени Калифорнии, округа Сакраменто, а также всех городов и специальных районов округа Сакраменто.

### Государственные защитники
Государственный защитник округа Сакраменто предоставляет услуги по защите по уголовным делам тем, кто не может позволить себе частного адвоката. По состоянию на конец мая 2022 года исполняющим обязанности общественного защитника являлась Аманда М. Бенсон.
В случаях, когда у государственного защитника возникает юридический конфликт или он не может предоставить услуги по другим причинам, услуги предоставляются группой частных адвокатов, получающих компенсацию от суда. Округ Сакраменто координирует этот процесс через отдел конфликтных уголовных защитников.

### Судебные приставы
Функции судебного исполнителя выполняет шериф округа Сакраменто по контракту.